# Rodzaj literacki
Rodzaj literacki – sposób klasyfikacji dzieł literackich, podstawowy w literaturoznawstwie polskim, rosyjskim i niemieckim. Jest to podział ze względu na formę wypowiedzi i budowę utworu. Wyróżnia się tak trzy główne rodzaje literackie:
- liryka – utwory liryczne zazwyczaj cechuje rytmiczność i metaforyczność języka, a przemawia przez nie podmiot liryczny;
- epika – wypowiedź postaci w opowieści narracyjnej;
- dramat – wypowiedź w postaci dialogów uzupełnionych didaskaliami, czyli tekstem pobocznym.

Współczesny podział na rodzaje literackie wywodzi się z tradycji literackiej antycznej Grecji, ale nie jest identyczny z tym przyjętym w starożytności. Umożliwia ogólny podział struktury utworów literackich od strony formalnej, niezależnie od epoki i miejsca, w jakich powstało dane dzieło. Podziału tego praktycznie nie stosuje się w literaturoznawstwie francuskim i anglosaskim, choć jest tam znany.
Rodzaje literackie dzieli się na gatunki literackie. Niektóre z nich jak ballada i powieść poetycka łączą elementy różnych rodzajów.